# Believers Never Die: Greatest Hits
Believers Never Die – Greatest Hits – pierwsza składanka najlepszych utworów zespołu Fall Out Boy. Została ona w wydana 17 listopada 2009 roku w Stanach Zjednoczonych przez Island Records. Oprócz 14 hitów zamieszczono tam także dwa nowe utwory oraz dwa „rarytasy”.

## Lista utworów
1. "Dead on Arrival" 

2. "Grand Theft Autumn/Where Is Your Boy"  

3. "Saturday" 

4. "Sugar, We’re Goin’ Down" 

5. "Dance, Dance" 

6. "A Little Less Sixteen Candles, a Little More "Touch Me"" 

7. "This Ain’t a Scene, It’s an Arms Race" 

8. "Thnks fr th Mmrs" 

9. "The Take Over, the Breaks Over"  

10. "I’m Like a Lawyer with the Way I’m Always Trying to Get You Off (Me & You)" 

11. "Beat It" (featuring John Mayer; Michael Jackson cover) 

12. "I Don’t Care" 

13. "America’s Suitehearts" 

14. "What a Catch, Donnie"  

15. "Alpha Dog" 

16. From Now On We Are Enemies  

17. Yule Shoot Your Eye Out 

18. Growing Up